# Distrito de Table Mountain
El Distrito de Table Mountain  es un distrito histórico ubicado en Jacumba, California. El Distrito de Table Mountain se encuentra inscrito como un Distrito Histórico en el Registro Nacional de Lugares Históricos desde el 28 de octubre de 1983. 

## Ubicación
El Distrito de Table Mountain se encuentra dentro del condado de San Diego, aunque su ubicación exacta es restringida.